# Фидел Арондо
Фидел Давила Арондо (на испански: Fidel Dávila Arrondo) е испански генерал, който се бие за националистическата фракция по време на Испанската гражданска война.

## Биография
Роден е в Барселона. Като офицер от пехотата се бие в Куба по време на Испанско-американската война. По-късно е на работа в Генералния щаб на армията. След това е повишен в подполковник и е назначен в Испанско Мароко. През 1929 г. е произведен в бригаден генерал и е назначен в VII военно окръжие.
По време на военните реформи на министър-председателя Мануел Асаня той иска разрешение да отиде в резерва и се установява в Бургос, откъдето участва във военния заговор за сваляне на правителството на Народния фронт. В нощта на 18 срещу 19 юли 1936 г. завзема гражданското правителство на Бургос. Арондо е член на Хунтата за национална отбрана както и началник-щаб на армията. Участва във войната на север, която води до завладяването на Бискай, Кантабрия и Астурия.
Назначен за министър на националната отбрана в първото правителство на Франсиско Франко (февруари 1938 г.), като в същото време е повишен в генерал-лейтенант. Организира Арагонската офанзива, за да изолира Каталония и участва в кампанията на Маестрасго, битката при Ебро и Каталонската офанзива, водеща до окончателното завладяване на този регион. През август 1939 г. получава длъжността генерал-капитан от II военен окръг и Генералния щаб. През юли 1945 г. е назначен за министър на армията, а през 1949 г. е назначен за ръководител на правителството. През 1951 г. е част от Съвета на Кралството и президент на Висшия географски съвет. Умира в Мадрид през 1962 г.